# NGC 6349
NGC 6349 је спирална галаксија у сазвежђу Херкул која се налази на NGC листи објеката дубоког неба.
Деклинација објекта је + 36° 3' 41" а ректасцензија 17h 19m 6,4s. Привидна величина (магнитуда) објекта NGC 6349 износи 14,3 а фотографска магнитуда 15,2. NGC 6349 је још познат и под ознакама MCG 6-38-16, CGCG 198-36, NPM1G +36.0426, PGC 60060.